# Gloire (1859)
La Gloire – francuska fregata pancerna, która weszła do służby w 1860. Był to pierwszy w historii pancernik – pełnomorski okręt pancerny.

## Historia
W związku z gwałtownym rozwojem artylerii okrętowej w połowie XIX wieku pojawiły się projekty lepszej ochrony okrętów przed skutkami ostrzału. Po doświadczeniach wojny krymskiej francuski inżynier Henri Dupuy de Lôme zaprojektował nowy typ okrętów silnie uzbrojonych i opancerzonych, wyposażonych w napęd parowy. Głównym elementem okrętu był pancerz złożony z płyt żelaznych o grubości dochodzącej do 120 mm. Był on mocowany do drewnianej konstrukcji kadłuba.
Budowa "La Gloire" rozpoczęła się 4 marca 1858 w stoczni Marynarki w Tulonie. Wodowanie miało miejsce 24 listopada 1859, wejście do służby w sierpniu 1860. Jako pierwszy okręt pancerny "La Gloire" rozpoczął nowy etap zbrojeń morskich. Czołowe marynarki wojenne świata rozpoczęły następnie budowę podobnych lub charakteryzujących się lepszymi własnościami okrętów wojennych. Przykładem tego może być brytyjski HMS "Warrior", którego budowa była odpowiedzią na francuski okręt. Ze względu na szybki postęp w dziedzinie budownictwa okrętowego rozwiązania techniczne zastosowane na "La Gloire" w krótkim czasie okazały się być przestarzałe. Okręt został wycofany ze służby w 1879, złomowany w 1883. "La Gloire" miał dwie jednostki bliźniacze "Invincible" i "Normandie".

## Konstrukcja

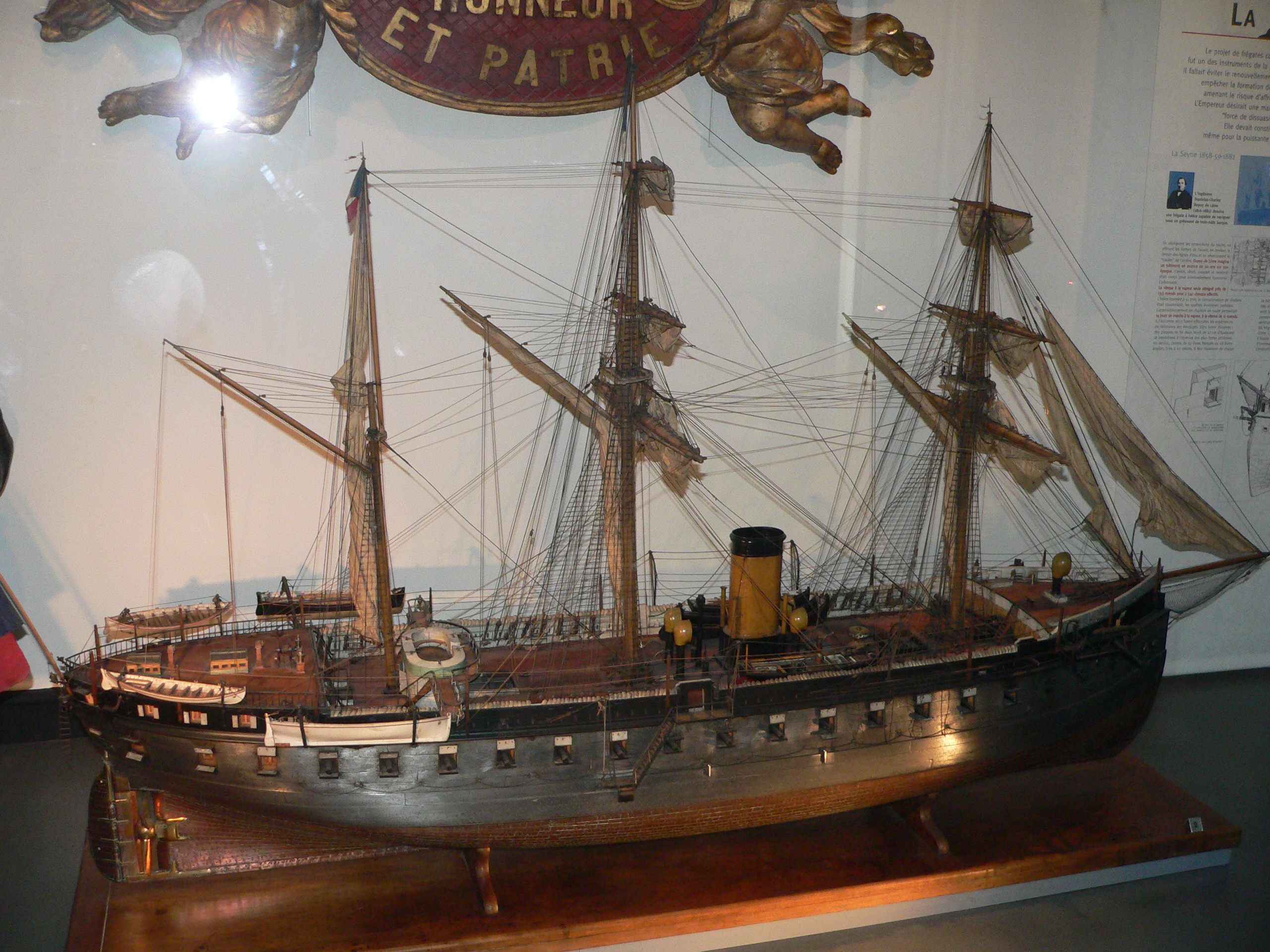
Model okrętu

"Gloire" miała drewnianą konstrukcję, kadłub obłożony był kutymi płytami pancerza żelaznego. Drewniane burty miały grubość 60–66 cm, płyty pancerne miały grubość 109–120 mm i sięgały od wysokości górnego pokładu do 183 cm pod linią wodną, na całej długości kadłuba. Cieńsze płyty pancerne 10 mm  pokrywały także górny pokład. W momencie wejścia do służby okręt był uzbrojony w gwintowane, ładowane odprzodowo armaty 160 mm M1858/60 w baterii burtowej (po 18 na burtę), ale szybko wymieniono je na działa odtylcowe M1860 tego kalibru. W trakcie służby były one następnie wymieniane na nowocześniejsze, a na pokładzie umieszczono także cztery armaty haubiczne Paixhansa (canons-obusiers).
Podstawowy napęd zapewniała pojedyncza śruba okrętowa z zespołem napędowym złożonym z poziomej maszyny parowej i ośmiu owalnych kotłów parowych. Maksymalna prędkość okrętu wynosiła 13 węzłów. Pomocniczo okręt nosił ożaglowanie. Trzymasztowa "Gloire" miała początkowo ożaglowanie barkentyny, zmienione w późniejszym czasie na ożaglowanie fregaty. Jego dzielność morska była jednak słaba.